# 洪布格巴赫河
47°27′48″N 7°49′27″E / 47.46326°N 7.82428°E

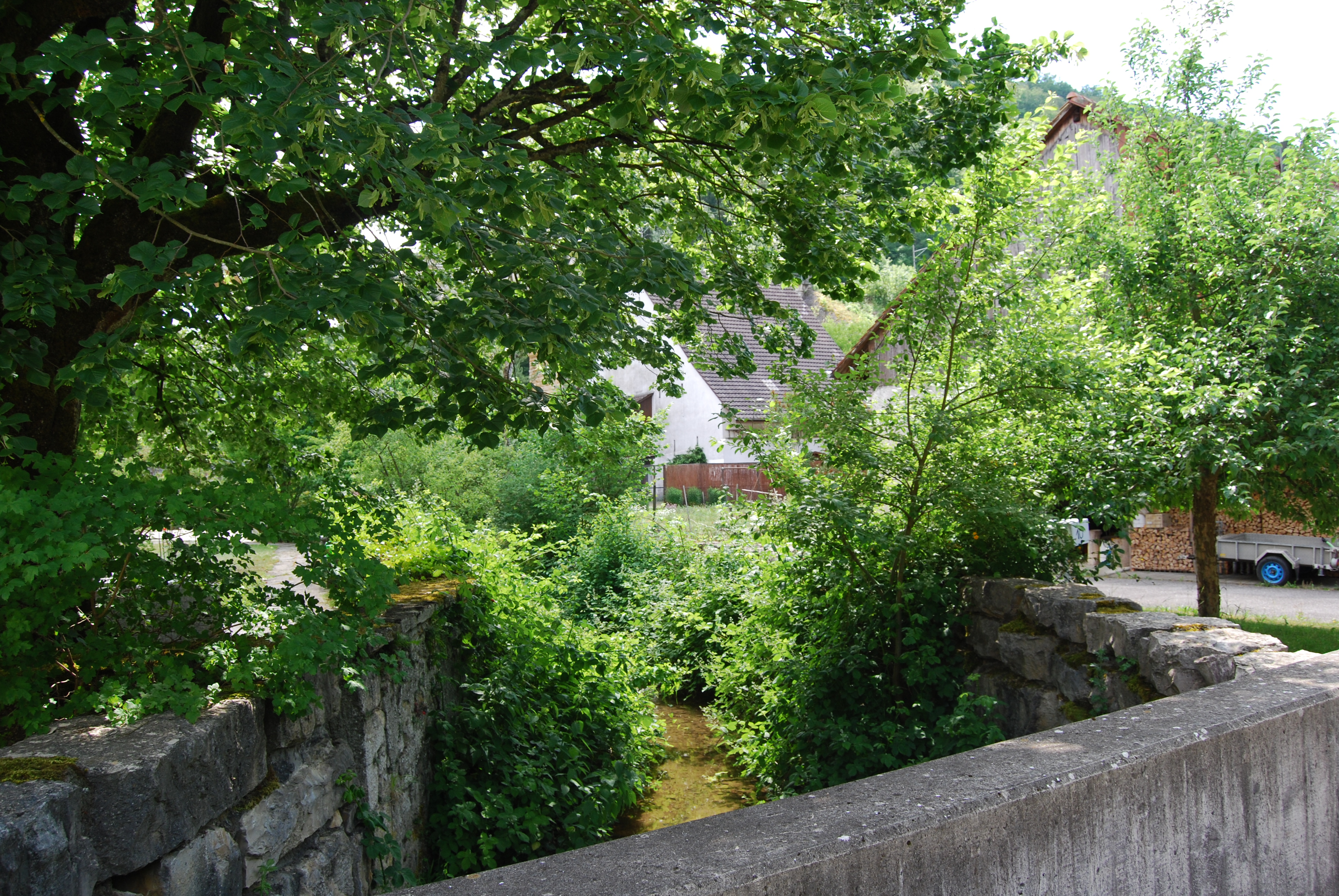

洪布格巴赫河是瑞士的河流，位於該國西北部，流經巴塞爾鄉村州，屬於埃爾戈茨河的左支流，河道全長12公里，流域面積30.4平方公里，發源自洛伊弗芬根，河口處在錫薩赫附近。